# Neodiaptomus laii
Neodiaptomus laii là một loài động vật chân đốt nước ngọt tronng họ Diaptomidae. Chúng được tìm thấy ở Malaysia.
Loài này đang có nguy cơ tuyệt chủng cao.